# Goul
Le Goul est une rivière française du Massif central dont le cours est situé dans les départements du   Cantal et de l'Aveyron, en régions Auvergne-Rhône-Alpes et Occitanie. C'est un affluent de la Truyère en rive droite, donc un sous-affluent de la Garonne, par le Lot.

## Géographie
Le Goul nait de deux sources éloignées de 200 mètres et situées à 1 452 et 1 476 mètres d'altitude, dans le Cantal , dans le parc naturel régional des Volcans d'Auvergne, sur les pentes sud du puy Gros et nord du puy de Bâne, dans le massif du Plomb du Cantal, sur la commune de Saint-Clément. Les deux ruisseaux se rejoignent à une courte distance à 1 425 m d'altitude.
Le Goul passe sous la route départementale (RD) 54 au Pont de Gaye et reçoit presque aussitôt sur sa droite le ruisseau de Goulaize. Il s'écoule ensuite à l'ouest du bourg de Jou-sous-Monjou. Il est franchi par la RD 990 au lieu-dit Goul. Il passe ensuite à l'ouest du bourg de Raulhac. Au lieu-dit Bazaygues, il est franchi par un pont où se rejoignent les RD 6 (Cantal) et 13 (Aveyron), juste après avoir reçu sur sa droite la Rasthène, son principal affluent. Il est grossi par le ruisseau d'Embernat en rive gauche puis par les ruisseaux des Maurs et de Langairoux en rive droite. Au lieu-dit le Grel, il passe sous un pont où se rejoignent les RD 228 (Cantal) et 505 (Aveyron) puis reçoit en rive droite le ruisseau du Lac.
Il passe au nord-est du bourg de Lapeyrugue puis reçoit en rive gauche le ruisseau du Batut. Quatre kilomètres plus en aval, au sud-est de Pons, il passe sous la RD 231 juste après avoir reçu en rive droite le ruisseau de Ruols.
À 400 mètres de son terme, il reçoit à droite le ruisseau de Palefer. Immédiatement après être passé sous la RD 904, il rejoint la Truyère en rive droite dans la retenue du barrage de Cambeyrac, environ un kilomètre à l'aval du barrage de Couesques, en limite des communes d'Entraygues-sur-Truyère et Saint-Hippolyte, à 228 mètres d'altitude.
Ce cours d'eau, à cheval entre le Cantal et l'Aveyron, fait office de frontière naturelle entre ces deux départements sur plus de vingt-sept kilomètres. Son cours est long de 52 km.

### Géomorphologie
Au nord-est, la haute vallée du Goul constitue un relief en creux qui présente certaines variations dans sa morphologie et dans ses paysages de l’amont vers l’aval. Les paysages y sont à la fois très ouverts (les plateaux situés autour de Saint-Clément) et les parcelles y sont de grande taille, délimitées par un réseau bocager altéré. Les boisements naturels, composés de feuillus (hêtre et chêne), colonisent les fonds de vallées les plus encaissés. Dans sa partie amont, le fond étroit de la vallée n’accueille que très localement des prairies. La partie moins encaissée et plus ouverte, à l’aval de Jou-sous-Monjou, présente des contraintes moins fortes (pentes, qualités agronomiques des sols...) et la mise en valeur agricole y est plus développée.

### Départements et communes traversés
Le Goul arrose treize communes, sur deux départements, soit d'amont vers l'aval :
- Cantal : Saint-Clément (sources), Pailherols, Jou-sous-Monjou, Raulhac, Cros-de-Ronesque, Vezels-Roussy, Leucamp, Ladinhac, Lapeyrugue ;
- Aveyron : Taussac, Murols, Saint-Hippolyte (confluence), Entraygues-sur-Truyère (confluence).

### Bassin versant
Son bassin versant s'étend sur 316 km2. Il est constitué à 54,34 % de « territoires agricoles », à 45,55 % de « forêts et milieux semi-naturels », et à 0,26 % de « territoires artificialisés ». Outre les treize communes baignées par le Goul, le bassin en concerne également treize autres, dont onze dans le Cantal : 
- Badailhac et Carlat baignées par la Rasthène[5],
- Labesserette baignée par le ruisseau du Lac[6],
- Labrousse baignée par la Rasthène et le ruisseau des Maurs[5],[7],
- Lafeuillade-en-Vézie baignée par le ruisseau de Cances, un affluent du ruisseau du Lac[8],
- Montsalvy baignée par les ruisseaux de Palefer et de Ruols[2],[9],
- Polminhac et Saint-Étienne-de-Carlat baignées par l'Embène[10], principal affluent de la Rasthène,
- Prunet baignée par le ruisseau de Langairoux[11],
- Teissières-lès-Bouliès baignée par les ruisseaux des Maurs et de Langairoux[7],[11],
- Vic-sur-Cère baignée par le ruisseau de Falhès[12],

et deux dans l'Aveyron :
- Le Fel baignée par le ruisseau de Palefer[2],
- Lacroix-Barrez baignée par les ruisseaux d'Embernat et du Batut[13],[14].

### Organisme gestionnaire
L'organisme gestionnaire est l'EPTB « Entente interdépartementale du bassin du Lot ».

### Affluents
Parmi les trente-sept affluents répertoriés par le Sandre, onze ont une longueur supérieure à trois kilomètres :
- le ruisseau de Goulaize (5,2 km) en rive droite[16] ;
- le ruisseau de Combellou (3,8 km) en rive gauche[17] ;
- la Rasthène (14,6 km) en rive droite [5] ; son affluent principal, l'Embène, est long de 16,6 km[10] ;
- le ruisseau d'Embernat (9,1 km) en rive gauche[13] ;
- le ruisseau des Maurs (12,8 km) en rive droite[7] ;
- le ruisseau de Langairoux (12,1 km) en rive droite[11] ;
- le ruisseau du Lac (8,1 km) en rive droite[6] ;
- le ruisseau du Batut (8,7 km) en rive gauche[14] ;
- le ruisseau de Fonbalès (3,6 km) en rive droite[18] ;
- le ruisseau de Ruols (5,7 km) en rive droite[9] ;
- le ruisseau de Palefer (6,4 km) en rive droite[2].

L'Embène, sous-affluent du Goul a lui-même deux sous-affluents issus du ruisseau du Maurou. Le nombre de Strahler du Goul est donc de cinq.

## Hydrologie
Le Goul est une rivière très abondante.

### Le Goul à Saint-Hippolyte
Le débit du Goul a été observé durant une période de 12 ans (1930-1941) sur la commune de Saint-Hippolyte, localité du département de l'Aveyron, au lieu-dit la Rivière, situé à environ trois kilomètres en amont de son confluent avec la Truyère. Le bassin versant de la rivière y est de 299 km2 (soit plus de 94 % de la totalité du bassin).
Sur cette période, le module de la rivière à Saint-Hippolyte a été de 8,07 m3/s.
Le Goul présente des fluctuations saisonnières de débit bien marquées. Les hautes eaux ont lieu de la fin de l'automne au début du printemps, portant le débit mensuel moyen à un niveau situé entre 9,85 et 13,9 m3/s, de novembre à avril inclus (avec deux maxima : en janvier, puis surtout en mars). Dès le mois d'avril, le débit mensuel diminue progressivement jusqu'aux basses eaux d'été. Celles-ci se déroulent de juillet à septembre, et s'accompagnent d'une baisse du débit moyen mensuel allant jusqu'à 1,90 m3/s au mois d'août, ce qui reste très confortable. Mais les fluctuations de débit peuvent être plus prononcées sur de plus courtes périodes ou selon les années.

### Étiage ou basses eaux
À l'étiage, le VCN3 peut chuter jusque 0,320 m3/s, en cas de période quinquennale sèche, soit 320 litres par seconde, ce qui peut être qualifié de sévère, le débit du cours d'eau étant alors réduit à 4 % du module.

### Crues
Les crues sont généralement moyennement importantes. Les QJX 2 et QJX 5 valent respectivement 42 et 51 m3/s. Le QJX 10 est de 57 m3/s, le QJX 20 de 62 m3/s, tandis que le QJX 50 n'a pas été calculé étant donné l'insuffisance de la durée d'observation des débits de la rivière.
Le débit journalier maximal a été de 75,5 m3/s le 11 décembre 1940. Si l'on compare cette valeur à l'échelle des QJX de la rivière, l'on constate que cette crue était très largement supérieure à la crue vicennale prévue par le QJX 20, et donc assez exceptionnelle.

### Lame d'eau et débit spécifique
Le Goul est une rivière fort abondante, bien alimentée par les précipitations elles aussi très abondantes de son bassin. La lame d'eau écoulée dans son bassin versant est de 854 millimètres annuellement, ce qui est près de trois fois la moyenne d'ensemble de la France tous bassins confondus (320 millimètres). Le débit spécifique de la rivière (ou Qsp) atteint 27 litres par seconde et par kilomètre carré de bassin.

## Hydroélectricité
Le barrage du Goul a été construit en 1950 entre les communes de Saint-Hippolyte (Aveyron) et Lapeyrugue (Cantal). Sa retenue, d'un volume de un million de mètres cubes et longue de deux kilomètres, concerne également la commune de Murols, en Aveyron. L'eau de sa retenue est transférée vers celle du barrage de Couesques sur la Truyère.

## Monuments ou sites remarquables à proximité
- À Jou-sous-Monjou, l'église Notre-Dame-de-l'Assomption bâtie du XIIe au XVe siècle[21].
- À Raulhac :
  - le château de Cropières[22] ;
  - le château de Messilhac[23] ;
  - l'église Saint-Pierre des XIIe et XVe siècles[24].

## Galerie

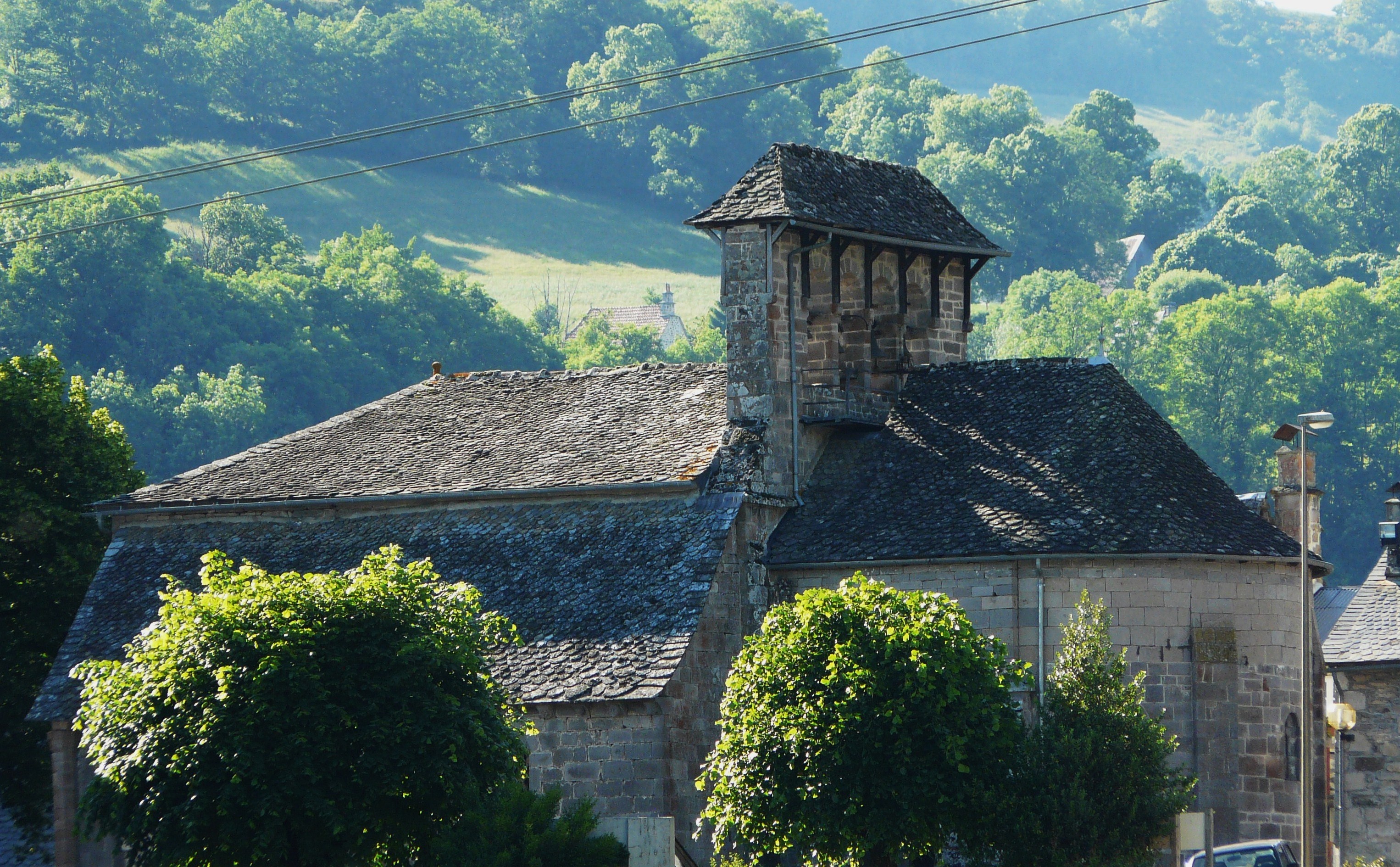
L'église de Jou-sous-Monjou.
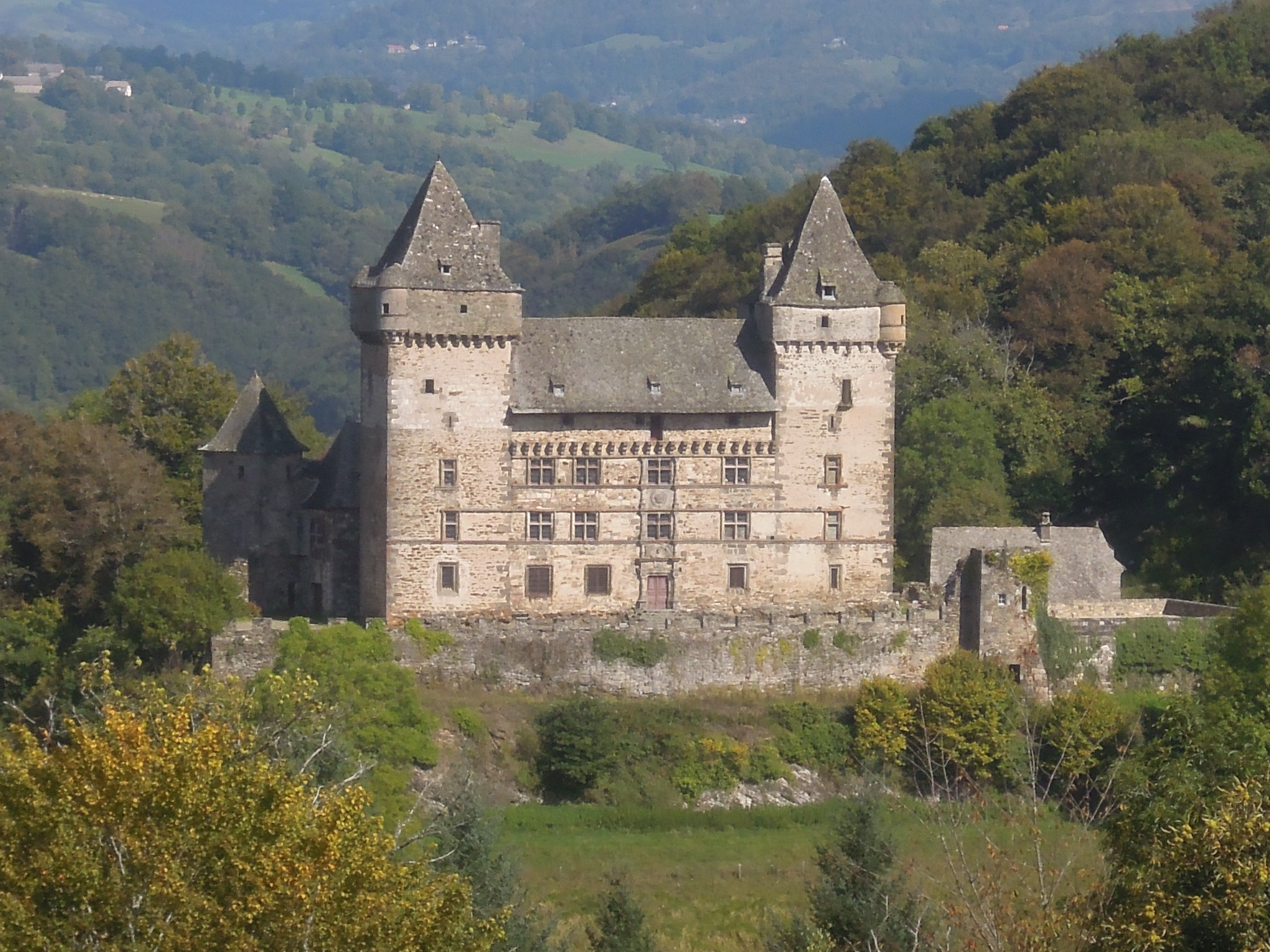
Le château de Messilhac.
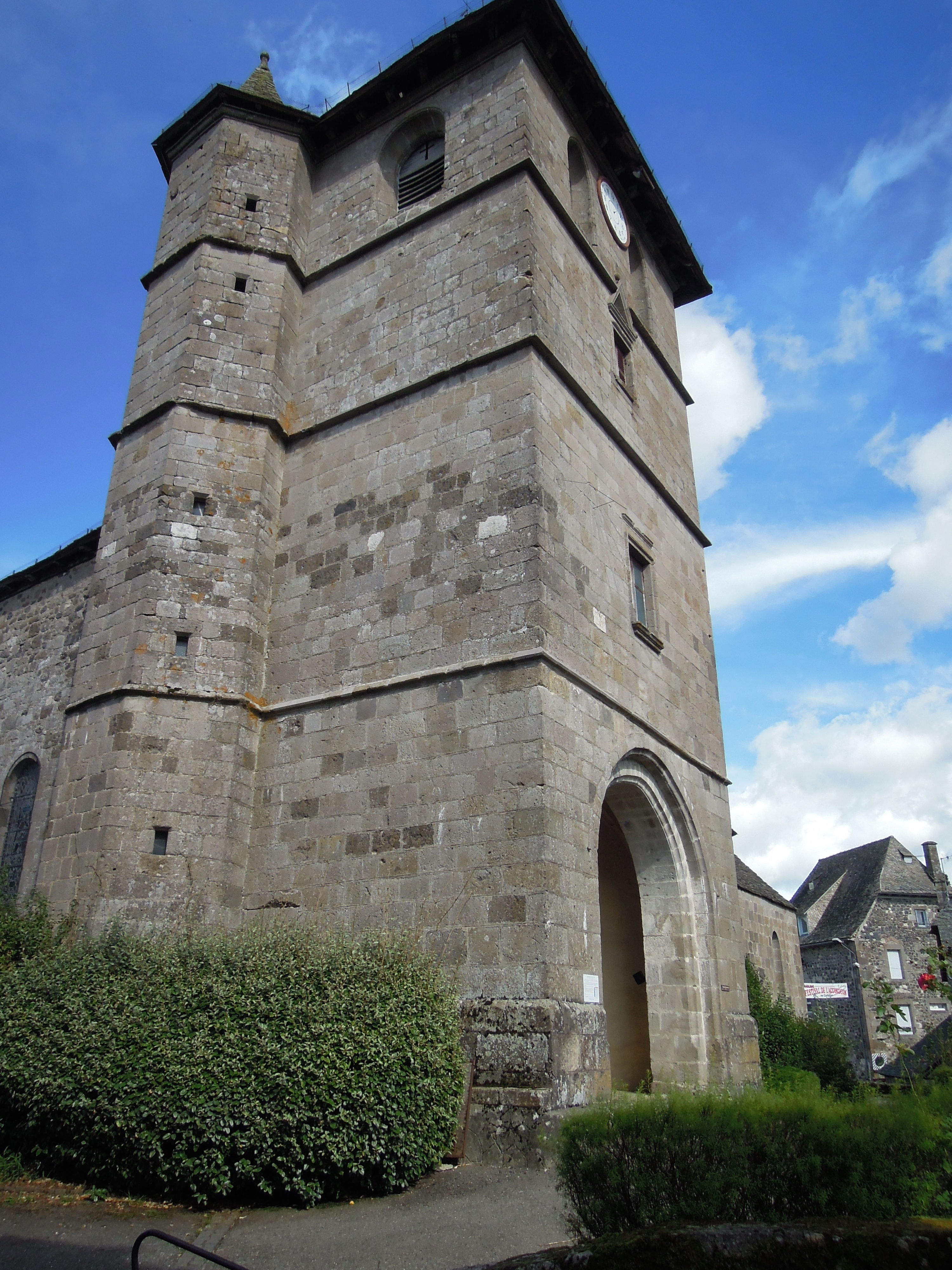
L'église de Raulhac.
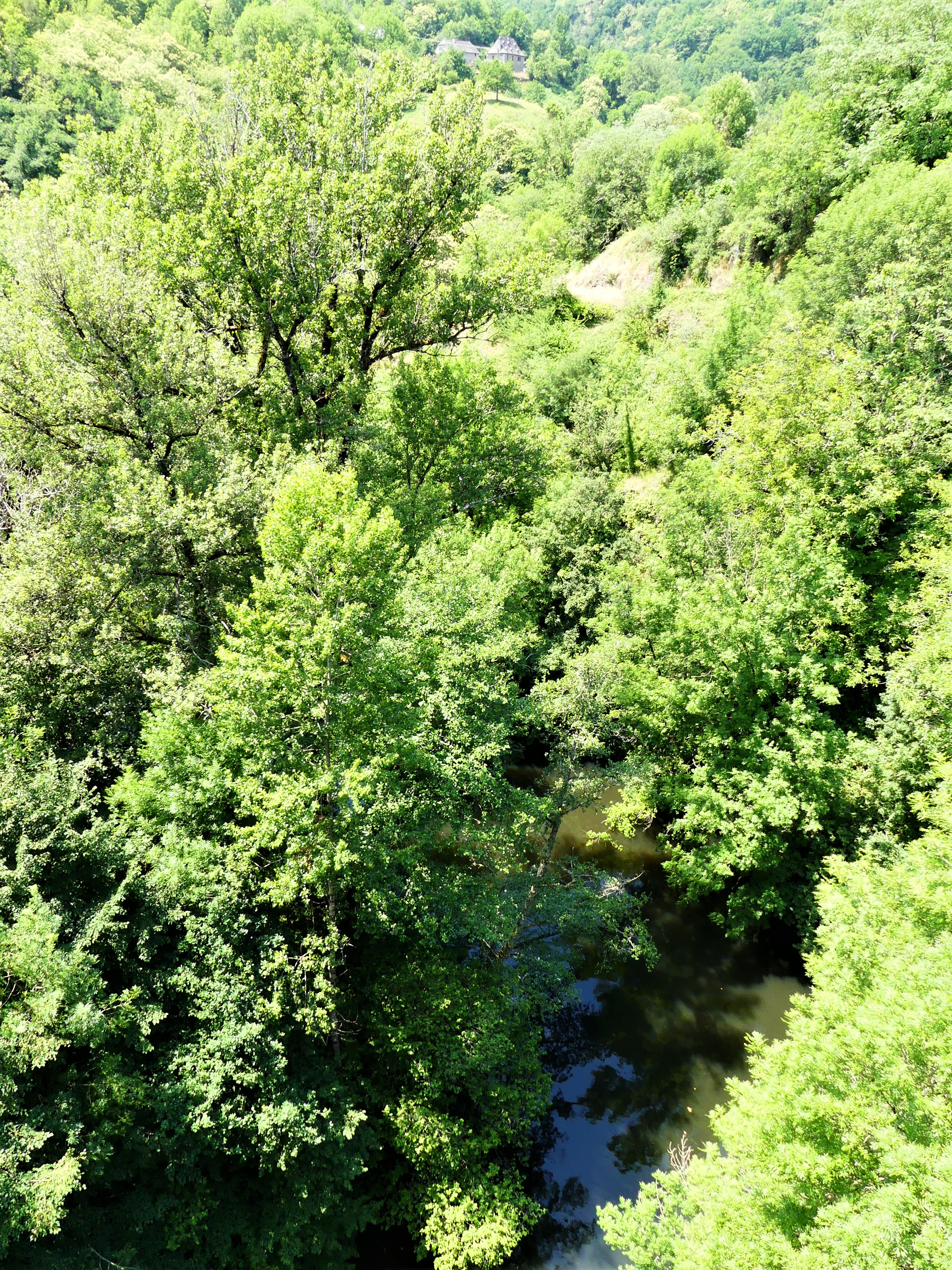
Le Goul en amont du pont de la RD 904.
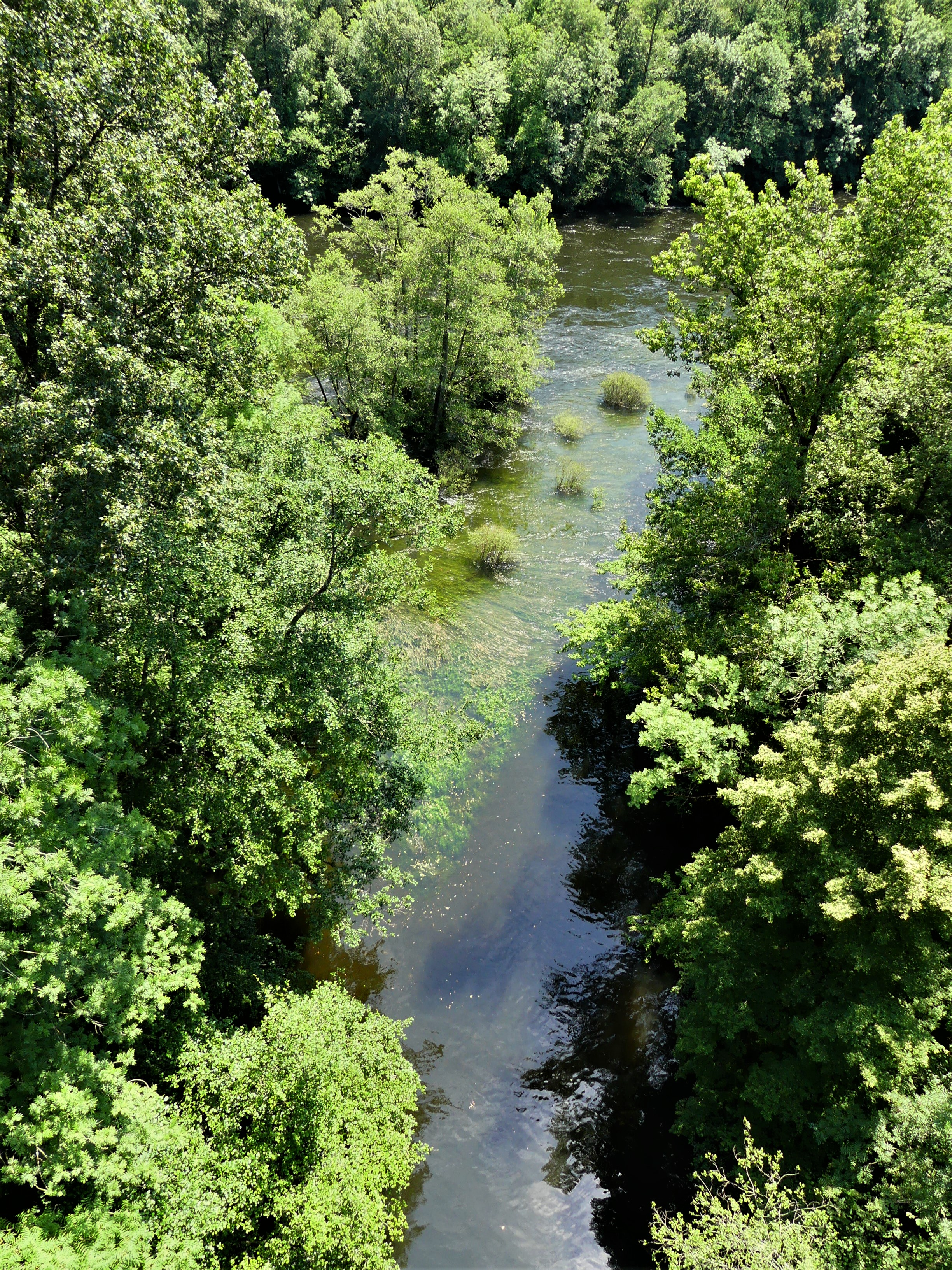
Le Goul rejoint la Truyère en aval du pont de la RD 904.